# Pyroklastische Brekzie

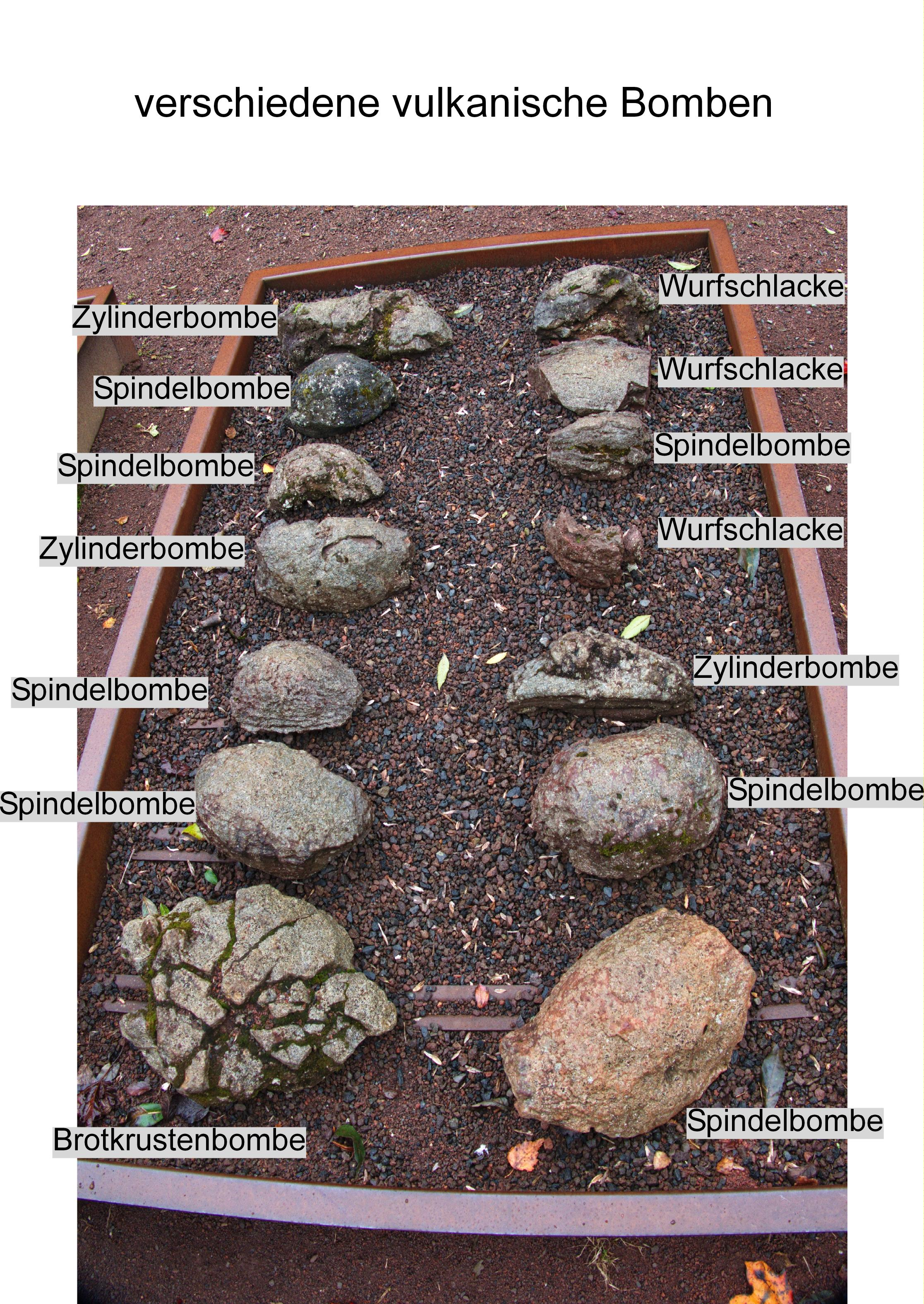
Unterschiedliche Formen vulkanischer Bomben ausgestellt in Strohn (Vulkaneifel). Rechts oben: Eckig-gerundete Wurfschlacken, heute den pyroklastischen Brekzien zugeordnet

Pyroklastische Brekzien sind pyroklastische Fließablagerungen, die zu mehr als 75 Prozent aus Blöcken bestehen.

## Unterscheidung der Ablagerungen
Die einzelnen Pyroklasten innerhalb einer pyroklastischen Fließablagerung werden nach ihrer Korngröße in vier Kategorien eingeteilt;
- Durchmesser des Korns < 2 mm: Asche
- 2–64 mm: Lapilli
- > 64 mm
  - gerundet: Bomben; bei dieser Kategorie wird noch zwischen Bomben und Brotkrustenbomben unterschieden, deren Oberfläche aufgeplatzt ist.
  - ungerundet: Blöcke.

Anhand der Menge der in ihr enthaltenen Arten von Pyroklasten kann die gesamte Ablagerung klassifiziert werden.